# SN 2012as
SN 2012as – supernowa typu IIn, odkryta 17 lutego 2012 roku w galaktyce UGC 9842. W momencie odkrycia, miała maksymalną jasność 17,9m.